# Sorin Medeleni
Sorin Medeleni (n. 18 mai 1952 – d. 20 decembrie 2015, București, România) a fost un actor român de teatru și de film. Ultimul său rol de film a fost ca Toni în Sieranevada regizat de Cristi Puiu, rol pentru care a fost nominalizat la premiul Gopo pentru cel mai bun actor în rol secundar. A mai apărut în filme ca Sfântul Mitică Blajinul (1982), Secretul lui Bachus (1984), Secretul lui Nemesis (1987), Păcală se întoarce (2006) sau Amintiri din Epoca de Aur 1: Tovarăși, frumoasă e viața! (2009). Sorin Medeleni a avut o carieră de 37 de ani la Teatrul Mic din București.
A absolvit Institutul de Artă Teatrală și Cinematografică "I.L. Caragiale", a debutat la Teatrul "Mihai Eminescu" din Botoșani, iar din 1978 a jucat la Teatrul Mic din București.
La Teatrul Mic din București a jucat în Dacă dă Dumnezeu și plouă, regia Dan Micu, 1993, Cum vă place, regia Nona Ciobanu, 1996, Copiii soarelui, regia Cristian Hadji-Culea, 1997, Dansul soldatului Musgrave, regia Constantin Rădoacă, 1997, Slugă la doi stăpâni, regia Mihai Constantin Ranin, 1999, Școala femeilor, regia Alexandru Dabija, 1999, Neguțătorul din Veneția, regia Tudor Chirilă, 2000, Sex on the bici, regia Nona Ciobanu, 2011 și în numeroase alte piese.

## Filmografie
- Șantaj (1981)
- Destine romantice (1982)
- Secretul lui Bachus (1984)
- Secretul lui Nemesis (1987)
- Drumeț în calea lupilor (1990)
- Stare de fapt (1995)
- Păcală se întoarce (2006)
- Anticamera (2008) - Talmeș
- Îngerașii (2008 - 2009) - Marcel
- Amintiri din Epoca de Aur 1: Tovarăși, frumoasă e viața! (2009)

## Legături externe
- Sorin Medeleni, imdb.com